# Tmarus viridis
Tmarus viridis là một loài nhện trong họ Thomisidae.
Loài này thuộc chi Tmarus. Tmarus viridis được Eugen von Keyserling miêu tả năm 1880.